# Eva Liebenberg
Eva Liebenberg (eigentlicher Name: Gertrud Lina Hedwig Liebenberg; * 15. Februar 1890 in Stettin; † 18. November 1971 in Hilversum, Niederlande) war eine deutsche Opern- und Konzertsängerin (Alt).

## Leben
Eva Liebenbergs Eltern waren der Schiffskapitän Conrad Liebenberg (* 1851 Grabow bei Stettin; † 1924 Stettin) und Caroline Liebenberg, geb. Köhn. Sie studierte Gesang bei Hugo Rasch in Berlin. Erste Auftritte lassen sich dort im April 1919 im „Kammerbrettl“ (Direktion Rudolf Nelson) nachweisen. Ihr erstes festes Engagement hatte sie in der Spielzeit 1920/1921 am Berliner Thalia-Theater. Nach einer Zwischenstation am Landestheater Coburg kehrte die Sängerin nach Berlin zurück und trat fortan im In- und Ausland vor allem als Konzert und Oratorien-Altistin auf die Bühne.
Auch als Opernsängerin machte sie sich – vor allem in Wagneropern – einen Namen. So sang sie bei den Bayreuther Festspielen (1927/1928), an der Staatsoper Dresden (1934), in Königsberg (1936), Berlin (1934–1938) und Köln (1940), vor allem die Erda und die Erste Norn in Richard Wagners Der Ring des Nibelungen. Die Auftritte in den 30er-Jahren waren für sie als Jüdin mit erheblichen Schwierigkeiten verbunden. Sie emigrierte nach Holland und konnte dort – im Gegensatz zu vielen anderen Künstlern – auch die nach der deutschen Invasion 1941 einsetzenden Judenverfolgungen überstehen.
In ihren frühen künstlerischen Jahren hatte es Eva Liebenberg auch der Film angetan: Bereits im Jahr 1918 spielte sie in dem Stummfilm Tausend und eine Frau von Iwa Raffay die Sängerin Rita Marloff. In dem Film Wege zu Kraft und Schönheit von Wilhelm Prager und Nicolaus Kaufmann stand sie neben Leni Riefenstahl und anderen vor der Kamera. Dieser Dokumentarfilm erhielt damals gute Kritiken, wird heute aber mit einem „bereits in den 1920er-Jahren verankerten Rassenmythos der Nationalsozialisten“ in Verbindung gebracht.
Ab 1947 war Eva Liebenberg in Hilversum eine anerkannte Gesangslehrerin. Bei ihr studierten unter anderen die Altistin Eva Bornemann, der Bassbariton Etienne Bettens, der Tenor Eric Tappy und die Altistin Clara Wirz.
Von 1911 bis 1917 war Eva Liebenberg mit dem Diplom-Ingenieur Heinrich Barelmann (1879–1962) verheiratet. 1951 ging sie in Amsterdam eine zweite Ehe ein.

## Filmografie
- 1918: Tausend und eine Frau
- 1924/25: Wege zu Kraft und Schönheit

## Tondokumente
Eva Liebenbergs erste Liedaufnahmen für das Label Parlophon aus dem Jahr 1925 blieben unveröffentlicht. Ihre Schallplatteneinspielungen von 1929 bis 1933 für Ultraphon und Telefunken gelten als sehr erfolgreich. Hier nahm sie populäre Arien aus ihrem Repertoire auf (aus Opern von Bizet, Gluck, Händel, Offenbach, Saint-Saens, Verdi und Wagner) sowie Lieder von Beethoven, Bohm, Brahms und Schubert.

1979 wurden 15 Titel auf LP wiederveröffentlicht (Wien: Preiser Records/Lebendige Vergangenheit LV 134).
Auf CD, beziehungsweise als MP3-Download sind erhältlich:
- Lebendige Vergangenheit – Four German Contraltos Of The Past (Eva Liebenberg, Luise Willer, Maria Olszewska, Margarete Klose), Preiser Records, Wien 1997
- ABC der Gesangskunst – Historisches Gesangslexikon Teil 3, Cantus Classic/Line Music, Hamburg 2000